# Carola, moglie di Obelerio
Carola (... – Costantinopoli, IX secolo) fu dogaressa della Repubblica di Venezia come consorte del doge Obelerio (regnante 804-811).
È considerata la prima moglie di un doge che ha ricoperto il titolo di dogaressa, con la posizione di accompagnamento come first lady dello Stato e posizione di rappresentanza.

## Biografia
Carola era originariamente una contessa franca. Era cortigiana di Carlo Magno quando Obelerio la incontrò, visitando lui e suo fratello Beato la corte dei Franchi in Aquisgrana. Carlo Magno diede il suo permesso e dichiarò la sua amicizia e protezione per la Repubblica di Venezia.
Carola deve aver avuto una forte volontà ed energia, nonché la capacità di creare un sentimento di rispetto e obbedienza negli altri. Era disapprovata in una certa misura a causa dell'influenza dei Franchi che rappresentava. Si dice che il cognato di Carola, Beato, abbia preso parte a un complotto in cui negoziò un matrimonio con una principessa di Bisanzio e se stesso nel tentativo di sostituire Obelerio con se stesso e Carola con la principessa Cassandra (moglie di Beato) con il sostegno bizantino.
Quando Cassandra arrivò a Venezia, Carola cercò di rompere l'alleanza matrimoniale incoraggiando Cassandra a commettere adulterio con il suo cognato più giovane Valentino, cosa che avrebbe dovuto avere successo. Secondo la leggenda, però, anche Carola si innamorò di Valentino. Nell'809, una flotta bizantina apparve fuori Venezia e Obelerio, quando la percepì come minacciosa, chiese aiuto dei Franchi contro di essa. Ciò fu percepito da Bisanzio come una provocazione, che portò Obelerio, Carola, Beato e Cassandra a essere catturati e portati a Costantinopoli, dove morirono.